# Heinkel HeS 3

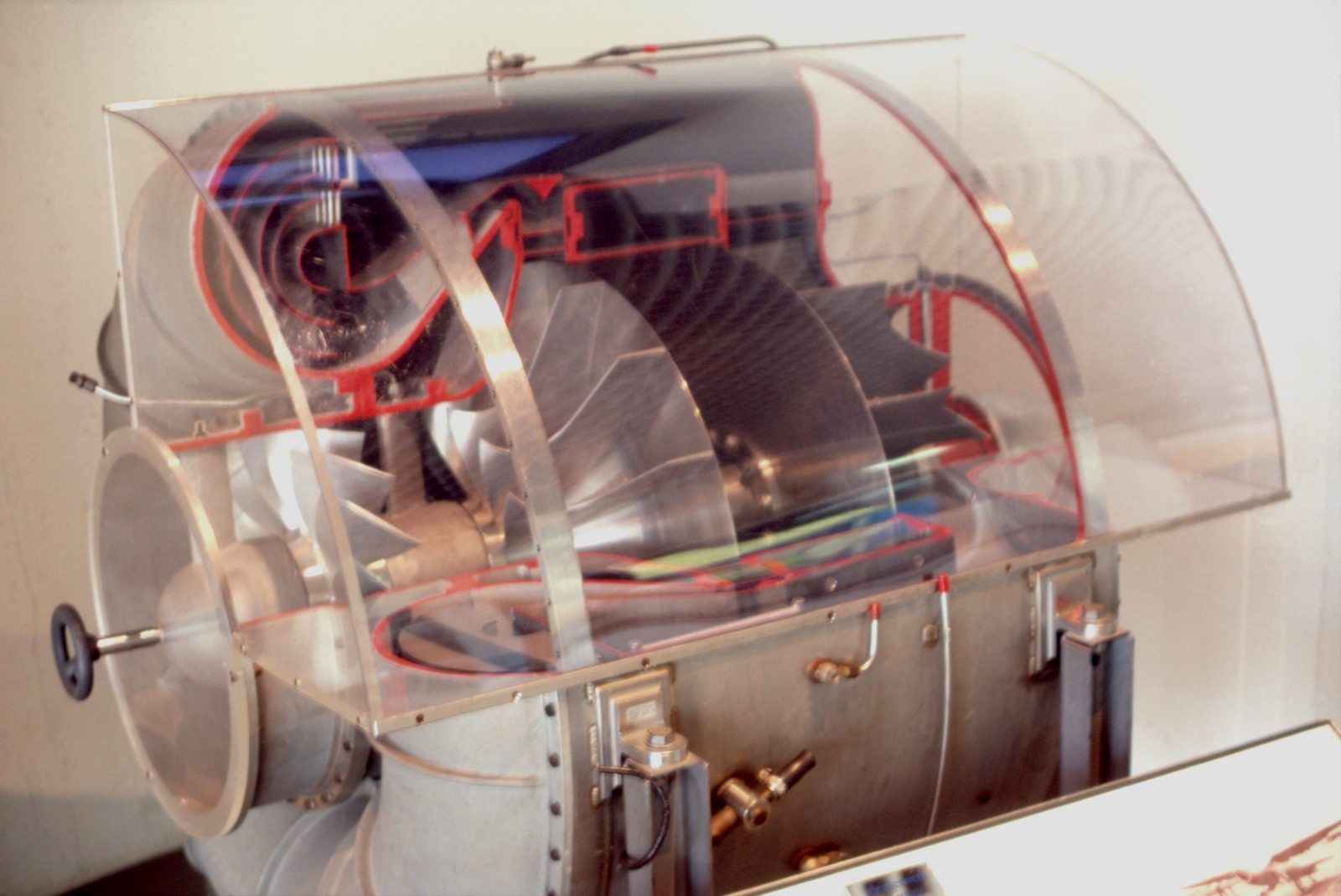
Schnittmodell eines Turbojet-Triebwerks Heinkel HeS 3, Deutsches Museum, München

Das HeS 3 ist ein Strahltriebwerk, das in den 1930er-Jahren von Hans Joachim Pabst von Ohain entwickelt wurde. Mit diesem Triebwerk erfolgte in einer He 178 wenige Tage vor Beginn des Zweiten Weltkriegs der erste Düsenflug der Welt.

## Geschichte

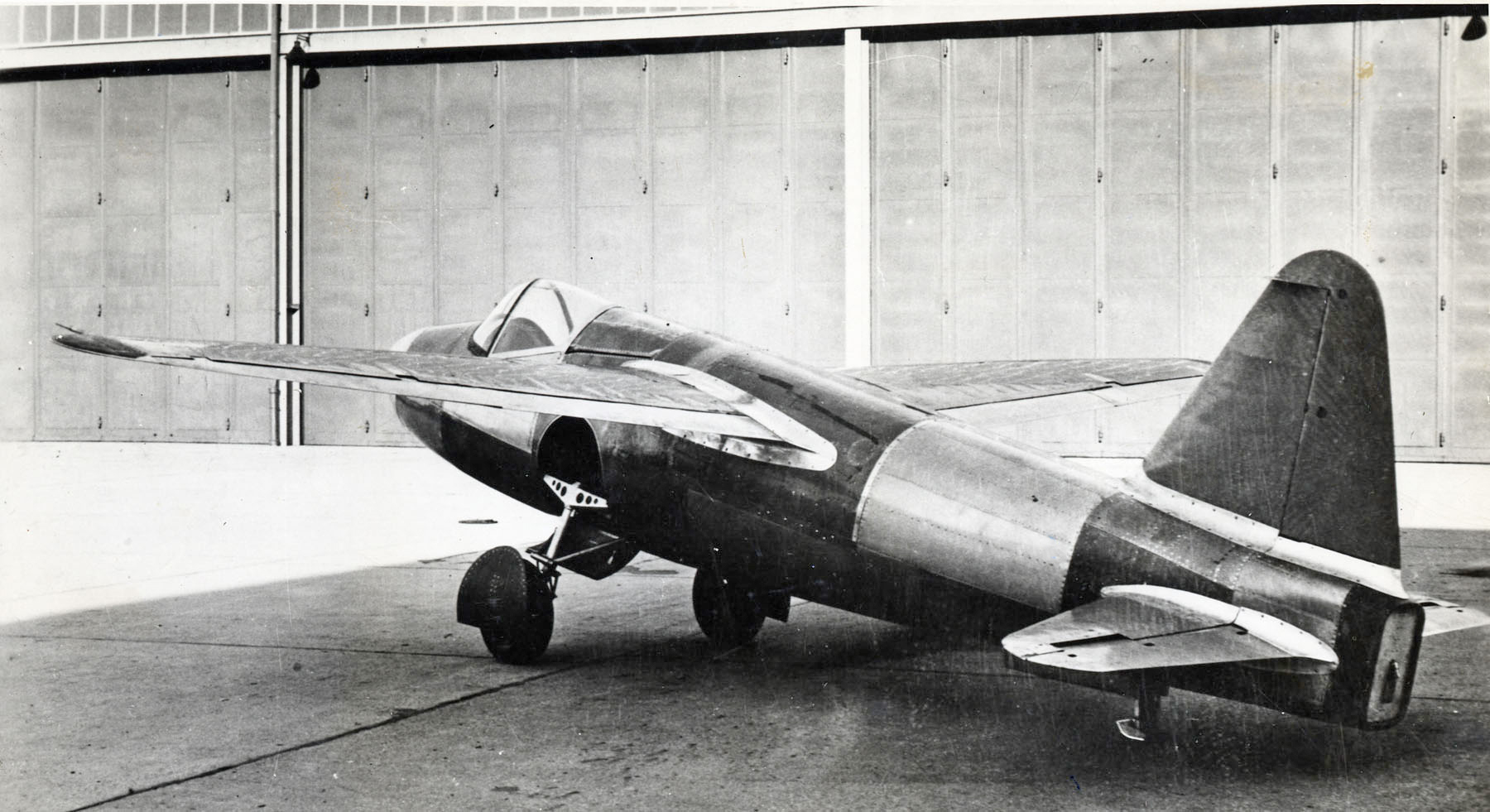
Für die Flugerprobung des HeS 3 Triebwerks ließ Ernst Heinkel die He 178 entwickeln

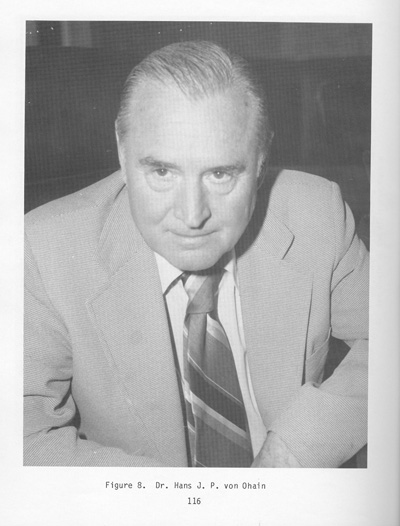
Hans Joachim Pabst von Ohain entwickelte mit einem Team der Ernst Heinkel Flugzeugwerke das Heinkel HeS 3 Strahltriebwerk

Ernst Heinkel erhielt 1935 den Hinweis, dass an der Universität Göttingen der Physiker Hans von Ohain und dessen technischer Assistent, der Automechaniker Max Hahn, an einem Flugzeugantrieb arbeiteten, der anstelle eines Propellers nach dem Rückstoßprinzip arbeiten sollte. Eine Patentschrift dazu hatte Frank Whittle im Jahr 1930 eingereicht. Heinkel erkannte die Möglichkeiten, engagierte die beiden und stellte ihnen erfahrene Konstrukteure zur Seite. Hans von Ohain hatte zu diesem Zeitpunkt seine privaten Mittel erschöpft und war auf die Zusammenarbeit mit einem finanzkräftigen Sponsor angewiesen, um sein Projekt fortsetzen zu können. Er glaubte sich schon fast am Ziel und war überzeugt, einen Prototyp für 50.000 Mark in wenigen Monaten zum Probelauf bringen zu können.
Dieser Optimismus war verfrüht, denn bis der erste Prototyp lief, vergingen 18 Monate. Im September 1937 erfolgte in einer abgelegenen Baracke der Heinkel Flugzeugwerke in Rostock-Marienehe der erste Probelauf des Heinkel HeS 1; allerdings wurde dieser Prototyp noch nicht mit Kerosin oder Benzin, sondern mit Wasserstoff betrieben. Heinkel war von diesem Erfolg begeistert, hoffte er doch, mit diesem neuartigen Antrieb die mit ihm konkurrierenden Flugzeug- und Flugmotorenwerke überflügeln zu können. Bereits zu diesem Zeitpunkt gab Heinkel eine entsprechende Flugzeugzelle in Auftrag (die spätere He 178).
In der Folgezeit arbeitete von Ohains Team an der Weiterentwicklung des HeS-3-Strahltriebwerks. Eine der Hauptschwierigkeiten des Projekts bestand allerdings in der Entwicklung einer Ring-Brennkammer, was letztendlich dazu führte, dass das Triebwerk eine Front-Brennkammer erhielt, die aber nun mit Benzin als Treibstoff lief.
Nachdem 1938 zwei Strahltriebwerke des Typs HeS 3 fertiggestellt waren und diese ihre Zuverlässigkeit nach zahlreichen Standläufen bewiesen hatten, wurde eines der Triebwerke unter dem Rumpf einer im Werk noch vorhandenen Typenmaschine der He 118 montiert. Bei der folgenden Flugerprobung startete die Strahlturbine ohne Probleme und beschleunigte den fliegenden Prüfstand erheblich. Weitere Testflüge folgten und verliefen ähnlich erfolgreich, bis dann aber bei der Landung der He 118 das Strahltriebwerk völlig ausbrannte. Heinkel beschloss daraufhin, die zweite Turbine gleich in die inzwischen fertiggestellte He 178 einbauen zu lassen.
Die tatsächliche Schubkraft des Aggregats blieb jedoch deutlich hinter der Mindestvoraussetzung sowie den theoretischen Werten zurück, weshalb sich der Testflug abermals verzögerte. Nach mehrfacher Überarbeitung und Einstellung der technischen Treibstoffzuführung konnte schließlich am 27. August 1939 erfolgreich der weltweit erste Testflug mit einem von einer Strahlturbine angetriebenen Flugzeug durchgeführt werden. Der Flug wurde vom erfahrenen Flugkapitän Erich Warsitz durchgeführt, der schon an den Erprobungen der raketengetriebenen He 176 teilgenommen hatte.

## Technische Daten
| Kenngröße                             | Daten |
| ------------------------------------- | --- |
| Max. Durchmesser                      | 1,20 m |
| Länge                                 | 1,63 m |
| Masse (trocken)                       | 360 kg |
| Leistungswerte (ohne Einlaufverluste) | 450 kp (4,4 kN) Standschub bei einer Drehzahl von 11.000 min−1 370 kp (3,6 kN) bei 11.000 min−1 und 200 km/h 345 kp (3,4 kN) bei 400 km/h |